# Calliano (Trentino-Alto Adige)
Calliano (Caliam o Calian nel dialetto trentino) è un comune italiano di 2 062 abitanti della provincia autonoma di Trento in Trentino-Alto Adige.

## Geografia fisica
Situato ai piedi dell'Altopiano di Folgaria, Calliano è attraversata dal Rio Cavallo (Rosspach in cimbro). Confina a sud con Rovereto, Besenello, Volano e Nomi mentre a nord con Folgaria.

## Storia
Il 10 agosto 1487, durante la guerra veneto-tirolese, si svolse la Battaglia di Calliano. Qui perse la vita il celebre condottiero Roberto Sanseverino d'Aragona. Sebbene i tirolesi fossero vincitori, sulla retroguardia, facendone strage, irruppe Guido de Rossi, rendendo meno amara la sconfitta dei Veneziani.
Ulteriori battaglie per Calliano ebbero luogo nel corso della prima guerra di coalizione tra settembre e novembre 1796.
Durante la prima guerra mondiale Calliano fu un importante snodo per i rifornimenti al fronte austro-ungarico sull'altopiano di Folgaria e Lavarone e sul Pasubio. Da Calliano rifornimenti e munizioni venivano ricaricati dalla ferrovia del Brennero a diverse funivie.
Nel 1917, l'imperatore Carlo I d'Austria ribattezzò i fucilieri di stato tirolesi Kaiserschützen durante una visita al fronte.
Nel 1929 il comune venne soppresso e i suoi territori aggregati al comune di Beseno; nel 1947 il comune venne ricostituito (Censimento 1936: pop. res. 837).

### Simboli
Lo stemma e il gonfalone sono stati approvati con deliberazione della Giunta provinciale di Trento del 6 febbraio 1987, n. 675.
Stemma
Gonfalone

## Monumenti e luoghi d'interesse
- Castel Pietra (XIII secolo)
- Chiesa di San Lorenzo (XVIII secolo)

## Società

### Evoluzione demografica
Abitanti censiti

## Cultura

### Media

#### Cinema
Il comune è stato sede di alcune riprese de La dama velata.

## Amministrazione
| Periodo           | Periodo           | Primo cittadino    | Partito               | Carica  | Note |
| ----------------- | ----------------- | ------------------ | --------------------- | ------- | ---- |
| 30 dicembre 1988  | 12 giugno 1990    | Francesco Giapponi | Democrazia Cristiana  | Sindaco |      |
| 12 giugno 1990    | 25 marzo 1993     | Domenico Marcolini | Democrazia Proletaria | Sindaco |      |
| 16 agosto 1993    | 5 giugno 1995     | Domenico Marcolini | Lista civica          | Sindaco |      |
| 5 giugno 1995     | 15 maggio 2000    | Renato Penner      | Lista civica          | Sindaco |      |
| 15 maggio 2000    | 9 maggio 2005     | Andrea Benoni      | Lista civica          | Sindaco |      |
| 9 maggio 2005     | 17 maggio 2010    | Marco Pompermaier  | Lista civica          | Sindaco |      |
| 17 maggio 2010    | 11 maggio 2015    | Marco Pompermaier  | Lista civica          | Sindaco |      |
| 11 maggio 2015    | 22 settembre 2020 | Lorenzo Conci      | Lista civica          | Sindaco |      |
| 22 settembre 2020 | in carica         | Lorenzo Conci      | Lista civica          | Sindaco |      |

### Gemellaggi
- Calliano Monferrato
- Callian